# Oficleide
L'oficleide è uno strumento musicale a fiato costruito nel 1817 da Jean Hilaire Asté, più noto come Halary. Il suo nome deriva dalla fusione di due nomi: ophis (serpente) e cleide (chiave), da cui "serpente a chiavi". Infatti questo strumento deriva dall'antico "serpentone", strumento basso della famiglia dei cornetti rinascimentali, ma costruito in ottone anziché in legno rivestito da cuoio, come il predecessore, con l'aggiunta di 11 chiavi.
L'oficleide fu usato da Gaspare Spontini, Hector Berlioz, Felix Mendelssohn, Gioachino Rossini, Richard Wagner, Antonino Pasculli, Giuseppe Verdi e altri nelle proprie opere; fu rimpiazzato dalla tuba, strumento dotato di maggiore sonorità.
È proprio partendo dall'oficleide che Adolphe Sax inventò il sassofono, che nella prima denominazione si chiamava «nuovo oficleide» ovvero «oficleide a bocchino».

## Storia
Fin dalla fine del '500, il serpentone, costruito con due valve di legno incollate e tenute insieme da legamenti in cuoio, era entrato nel normale servizio religioso, con lo scopo di dare la nota ai coristi nel canto piano delle chiese francesi. Le limitazioni del serpentone erano, però, notevoli: a causa della sua peculiare costruzione, i fori per le dita dell'esecutore erano praticati in posizioni comode da raggiungere ma non ideali per permettere un'intonazione adeguata di tutta la scala cromatica. 
Presto diverse chiavi, simili a quelle dei legni, vennero applicate al serpentone, per tentare di "alleviare" questi problemi di intonazione e rendere le esecuzioni più affidabili. Di fatto, anche nella musica militare, il serpentone era l'unico strumento a fiato utilizzabile per rinforzare le armonie degli ottoni nell'ottava di basso (da Do 1 a Do 2). Anche per venire incontro a chi doveva suonare marciando o a cavallo, si cominciarono a costruire strumenti affini al Serpente da Chiesa, ma abbandonando la forma a serpentina in favore di una più agevole struttura a "V" più o meno aperta, ispirandosi anche al "Basson russe", un Corno basso in dotazione a bande militari russe, costruito appunto con una forma simile al fagotto.
Nel 1817 Asté brevettò il suo "Serpent en metal avec clès", un serpentone costruito in modo da essere suonato in posizione verticale, dotato di chiavi (otto, nel prototipo, arriveranno poi fino a 11 negli ultimi strumenti), dal suono più potente e soprattutto dall'intonazione più accurata.

## Uso
Spontini fu il primo a mettere in partitura l'oficleide, nella banda di palco della sua opera "Olympie": la banda di palco, che ricalca fedelmente le formazioni di cavalleria francese, con trombe e corni naturali e una parte grave di trombone, aggiunge timidamente l'oficleide, con poche note, usate giusto per completare l'estensione verso il grave del trombone nella Marcia di Incoronazione dell'Opera. Berlioz ne ascoltò l'esecuzione e decise che si potesse trarre buon uso dall'oficleide, in rinforzo alla parte grave dei gli ottoni nell'orchestra. L'oficleide entrò in pianta stabile nell'organico orchestrale,sinfonico ed operistico, e non smise di essere utilizzata nelle chiese francesi per dare la nota e sostenere il coro al posto del vecchio serpentone. Notevole l'uso che ne fece Hector Berlioz, nella Sinfonia Fantastica, op.14, ma validissime parti per Oficleide furono scritte da valenti compositori. Singolare anche l'orchestrazione del "Rienzi" di Wagner, dove in partitura si trovano sia il serpentone, usato come "basso" dei Fagotti, sia l'oficleide, impiegato come "basso" dei tromboni.
L'oficleide era costruito in Do, più comodo per l'orchestra, e in Si bemolle, taglio più adatto a fondersi nella musica militare con ance e altri ottoni. Esisteva un'intera famiglia di oficleidi, dal soprano in Do (in pratica una cornetta a chiavi suonata in verticale) al contralto in Mi bemolle, che suonava una terza minore sopra l'oficleide basso in do. Questi strumenti erano usati nelle bande, come rinforzo alle armonie e ormai del tutto desueti. 
Diversi costruttori proposero "l'Ophicleide Monstre", un oficleide contrabbasso in Mi bemolle, una sesta maggiore più grave dell'oficleide in Do, ma scarsamente impiegato.

## La fine
L'applicazione delle valvole e dei pistoni agli ottoni permise la nascita di nuovi strumenti di registro basso, più accurati nell'intonazione, più agili da suonare e, soprattutto, più "uguali" su tutta l'estensione. L'oficleide, infatti, ereditò dal serpentone l'incertezza dell'intonazione nell'ottava tra il primo e secondo armonico. Le note più lontane dai due armonici naturali avevano poca potenza, andavano sostenute dall'esecutore a discapito della nitidezza del suono, e a poco valsero le nuove chiavi che i costruttori applicarono per agevolare note come il Fa diesis o il La bemolle in questa ottava.
La tuba, d'altro canto, oltre ad avere ancora più volume dell'oficleide, era di più facile intonazione, più agile, e con un timbro omogeneo su tutta l'estensione: i pistoni allungavano il tubo principale, mentre i le chiavi dell'oficleide "tagliavano" il canneggio rendendo i fori la vera "campana" di risonanza dello strumento.
In un'epoca dove le orchestre cercavano sempre più suono e potenza dagli ottoni, l'oficleide fu, quindi, rapidamente surclassato dalla tuba, che ne prese il posto in orchestra. 
A onor del vero va ammesso che, mentre la tuba dovette sostenere numerose modifiche alla macchina, alla compensazione, al canneggio che, in pratica, durano ancora fino a oggi, l'oficleide, nel suo secolo scarso di vita, rimase sempre identica al modello brevettato da Asté. Ancora Giuseppe Verdi, in una lettera a Ricordi per la prima esecuzione di "Aida" a Milano, raccomanda di evitare l'uso di "quel diavolo di un bombardone, che non c'entra nulla con gli altri tromboni" per la parte più grave dei tromboni, e, nel caso non si trovasse un trombone basso o fosse troppo difficile da suonarsi, suggerisce uno dei "soliti Oficleidi".
Brevettato nel 1817, l'ultimo costruttore a offrire in catalogo al pubblico un oficleide fu il Parigino Couesnon, nel 1917. In Brasile, curiosamente, l'oficleide visse ancora qualche decennio nei complessi di "Choro", un genere tradizionale paulista, fino a essere soppiantato dal più agile saxofono negli anni'40.
Al giorno d'oggi ci sono musicisti impegnati nella conservazione dell'oficleide, per esecuzioni storiche o in particolari orchestre che si dedicano al repertorio tardoromantico.